# 艦隊航空隊
艦隊航空兵（英語：Fleet Air Arm），是英國皇家海軍的五个兵种之一。負責操作海軍飛機從陸地和海上提供海軍的空中力量。艦隊航空兵目前裝備F-35閃電II戰鬥機B型用於海上打擊任務，奧古斯塔偉士蘭AW159野貓直升機和AW101灰背隼直升機用於突擊和反潛任務。

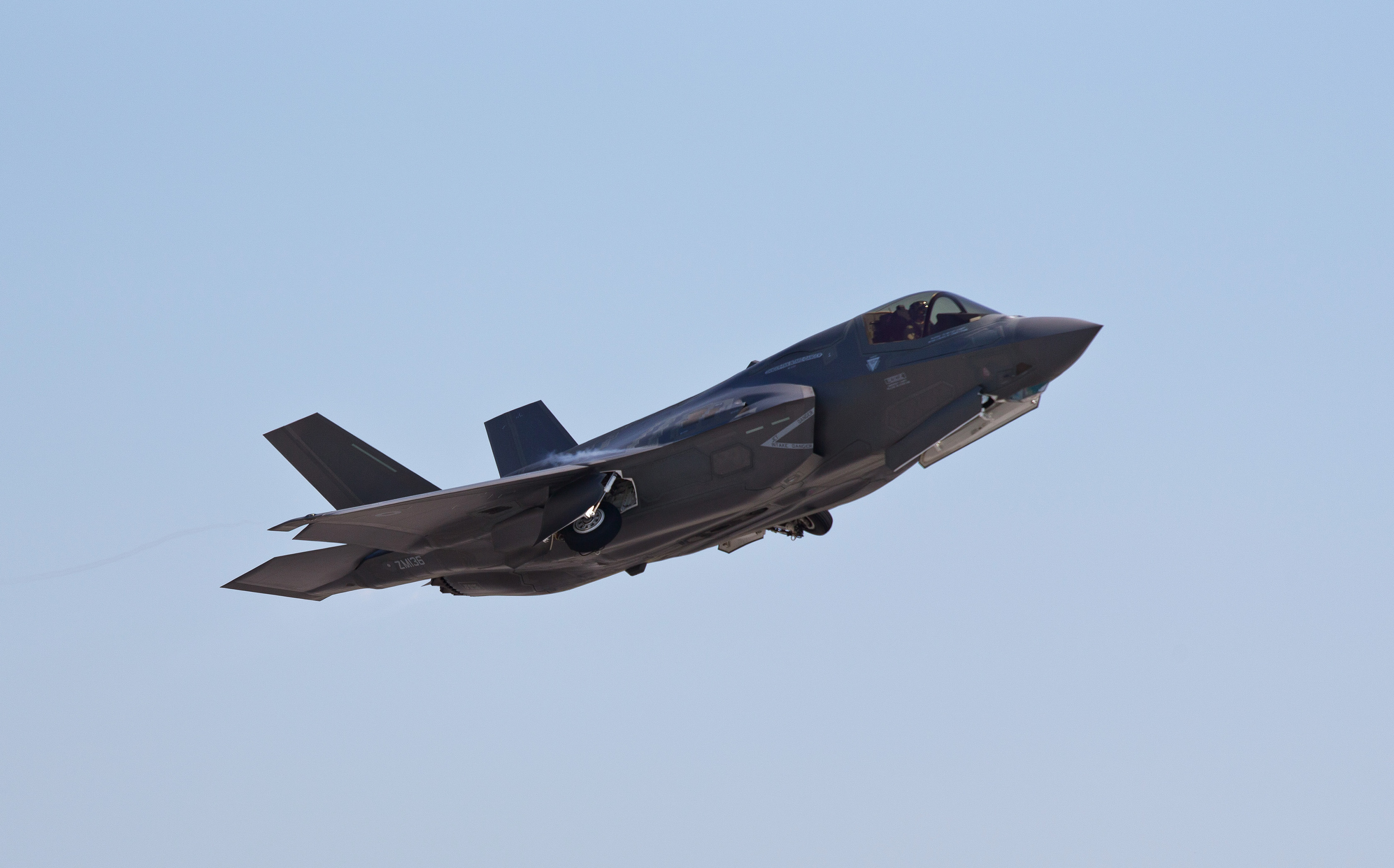
伊丽莎白女王级航空母舰搭载F-35B战斗机

## 歷史

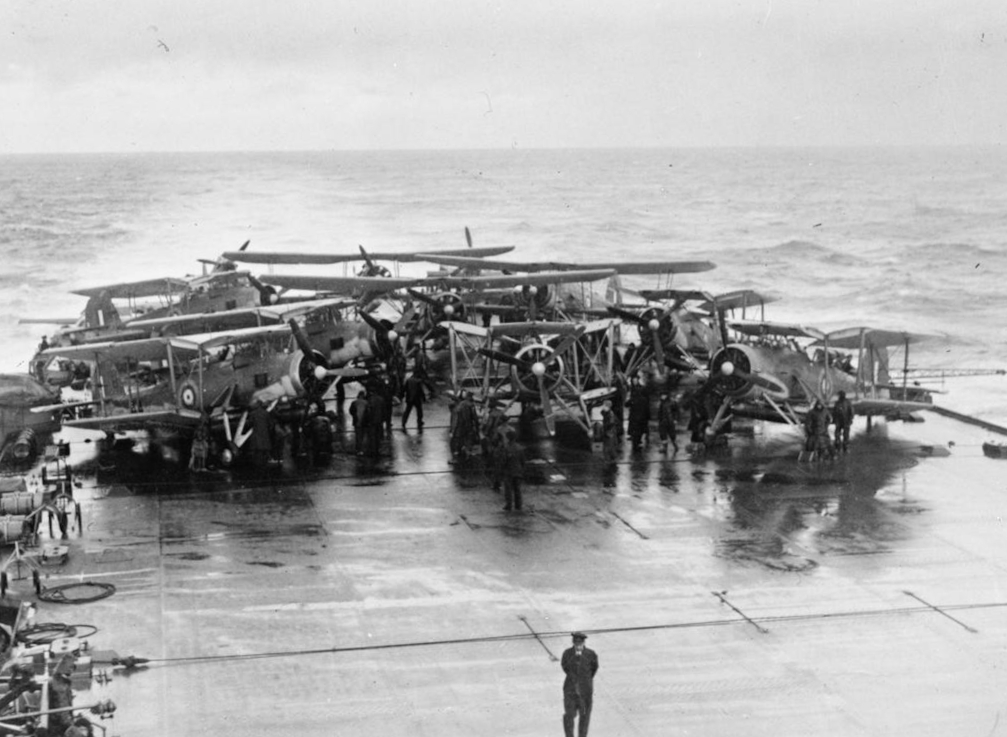
於HMS_Victorious剑鱼式鱼雷轰炸机進攻俾斯麥號戰艦前夕

英國海軍飛行始于1909年用於海軍任務所建造的一艘飛艇。1911年英國皇家海軍第一批飛行員在謝佩島的伊斯特徹奇的皇家航空俱樂部飛行場畢業。1912 年 5 月海軍和陸軍航空單位合併成為英國皇家飛行隊 （RFC）。英國皇家飛行隊裡的原海軍飛行員一直持續到1914年7月才回歸海軍，當時皇家海軍改革了旗下的航空部，並組建了皇家海軍航空勤務隊（RNAS）。1914 年 8 月第一次世界大戰爆發時，皇家海軍航空勤務隊操作的飛機數量超過了英國皇家飛行隊。主要任務是艦隊偵察，巡邏海岸的敵方船隻和潛艇，攻擊敵方沿海領土，以及沿西線部署保衛英國免受敵人的空襲。
當時有67000名官兵、2949架飛機、103艘飛艇和126個海岸站的皇家海軍航空勤務隊在1918年與英國皇家飛行隊(Royal Flying Corps)合併組建了英國皇家空軍(Royal Air Force)。1924年4月1日作為皇家空軍的編制單位，艦隊航空兵成立，這一年對英國海軍航空來說意義重大，因為就在皇家空軍艦隊航空兵成立前幾周，作為世界上第一艘專門作為航空母艦而設計和建造的競技神號航空母艦 (95)（HMS Hermes）已經編入現役。在接下來的幾個月裡，英國皇家空軍艦隊航空兵的Fairey IIID雙翼偵察機在競神號上空進行飛行試驗。1939年5月24日皇家空軍將艦隊航空兵移交給海軍部，並改名為皇家海軍航空分部。第二次世界大戰爆發時，艦隊航空兵由20個中隊組成，只有232架飛機。但到戰爭結束時，兵力已經擴編為59艘航空母艦、3700架飛機、72000名官兵和56個海軍航空站。
戰爭期間，艦隊航空兵隊操作戰鬥機、魚雷轟炸機和偵察機。在敦克爾克撤退和不列顛戰役開始後，皇家空軍很快發現自己嚴重缺乏戰鬥機飛行員。1940年夏天，英國皇家空軍只有800多名戰鬥機飛行員，而且人員短缺情況惡化; 皇家空軍向海軍部求助。艦隊航空兵部分人員單獨借調至皇家空軍戰鬥機司令部旗下的戰鬥機中隊或好像804和808中隊一樣一整支中隊全部借調至皇家空軍，在戰役中他們操作格鬥士戰鬥機保衛船塢。 
在英國本土水域和大西洋，英國皇家空軍海岸司令部對支援海軍打擊"軸心國"貨船和潛艇進行行動，並出動了大型巡邏轟炸機、飛艇和陸基戰鬥轟炸機。航空母艦已經取代了戰艦，成為海軍最重要的軍艦，艦載機現在是其主要攻擊武器。擊落敵機最多的戰鬥機王牌飛行員是擊落17架的Stanley Orr中校，皇家海軍陸戰隊的王牌是擊落敵機13架的Ronald Cuthbert Hay。
戰爭期間著名的行動包括塔蘭托戰役、擊沉俾斯麥號、對鐵必制號戰艦的鎢素行動和對蘇門答臘的石油工廠的子午線行動。
戰後，艦隊航空兵需要從他們的航空母艦上駕駛噴射機。那個時代的噴射機在低速下的效率遠不如螺旋槳飛機，但螺旋槳飛機無法有效地對抗噴射機的高速飛行。20世紀40年代末，艦隊航空兵首次裝備噴射機吸血鬼戰鬥機。是第一架在航艦上起降的噴射機。然而，噴射機還不能完全優于螺旋槳飛機，韓戰中 霍克海怒戰鬥機 在一次地面攻擊任務擊落了一架米格-15並在一次交戰中擊傷了另外一架。

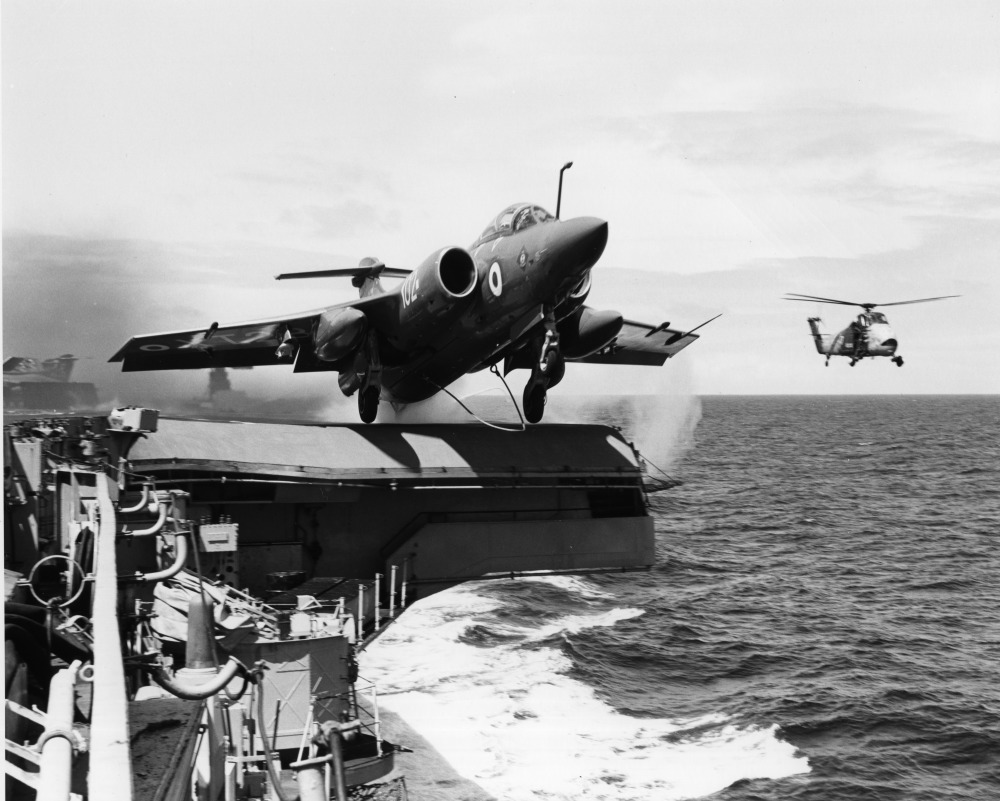
一架布萊克本掠奪者攻擊機正从航舰上弹射起飞。

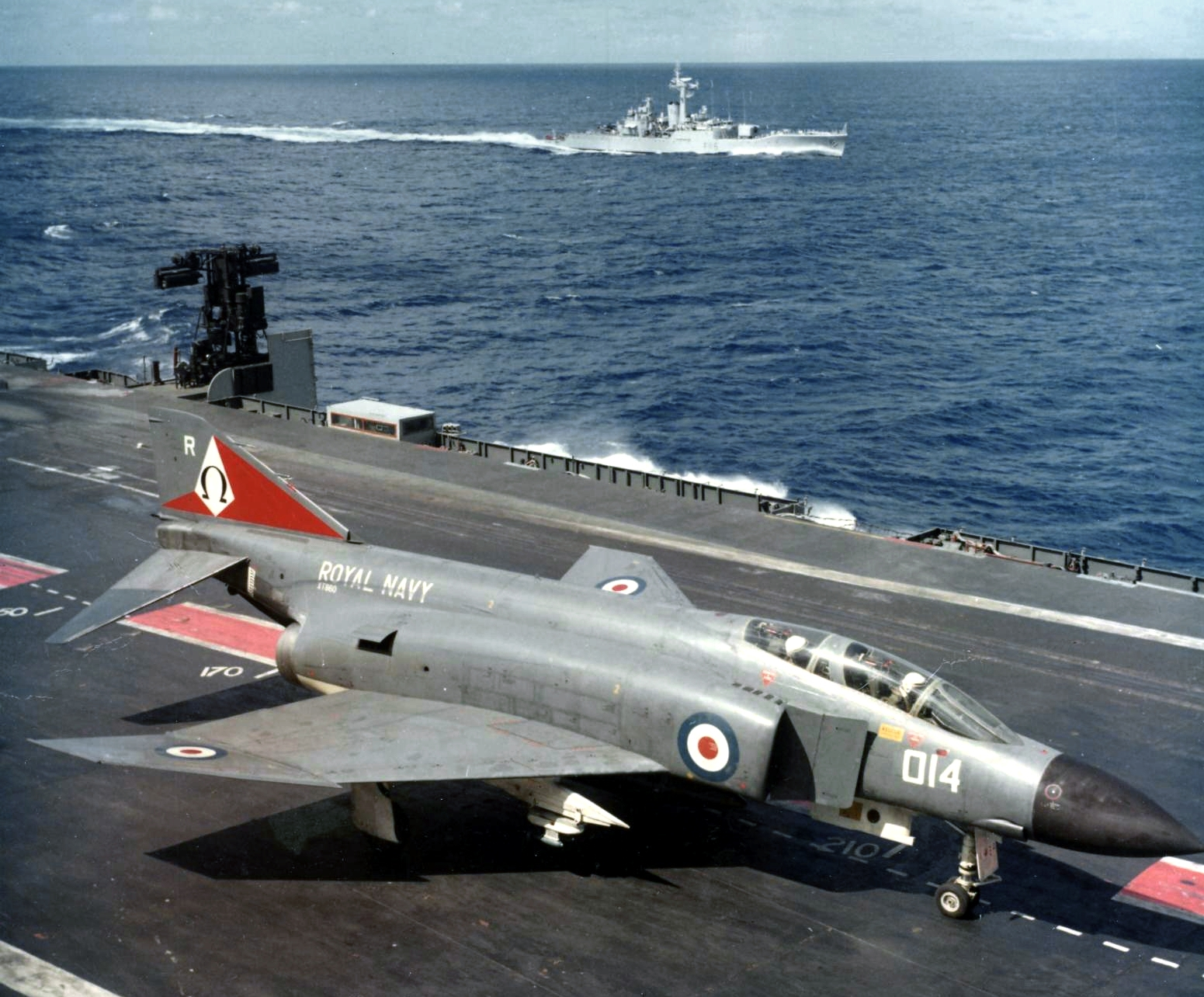
1972年皇家方舟號航空母艦 (R09) 上的海軍892中隊的F-4幽靈II戰鬥機FG.1

隨著噴射機變得更大、更強、更快，它們需要更多的空間來起飛和降落。英國皇家海軍戰後建造並完成了幾艘大型航空母艦並研製出諸多設計航空母艦的新技術，例如:斜向飛行甲板 、光學助降裝置與蒸氣彈射器 這些新技術都被美國海軍採用。20 世紀 60 年代和 70 年代，英國削減國防導致退役現有皇家海軍的艦隊航空母艦，將F-4幽靈II戰鬥機和布萊克本掠奪者攻擊機等移交給皇家空軍, 並取消替換取代二戰時期的大型航空母艦計劃，包括CVA-01。最後一艘退役的傳統航空母艦是1978年的皇家方舟號航空母艦 (R09)。

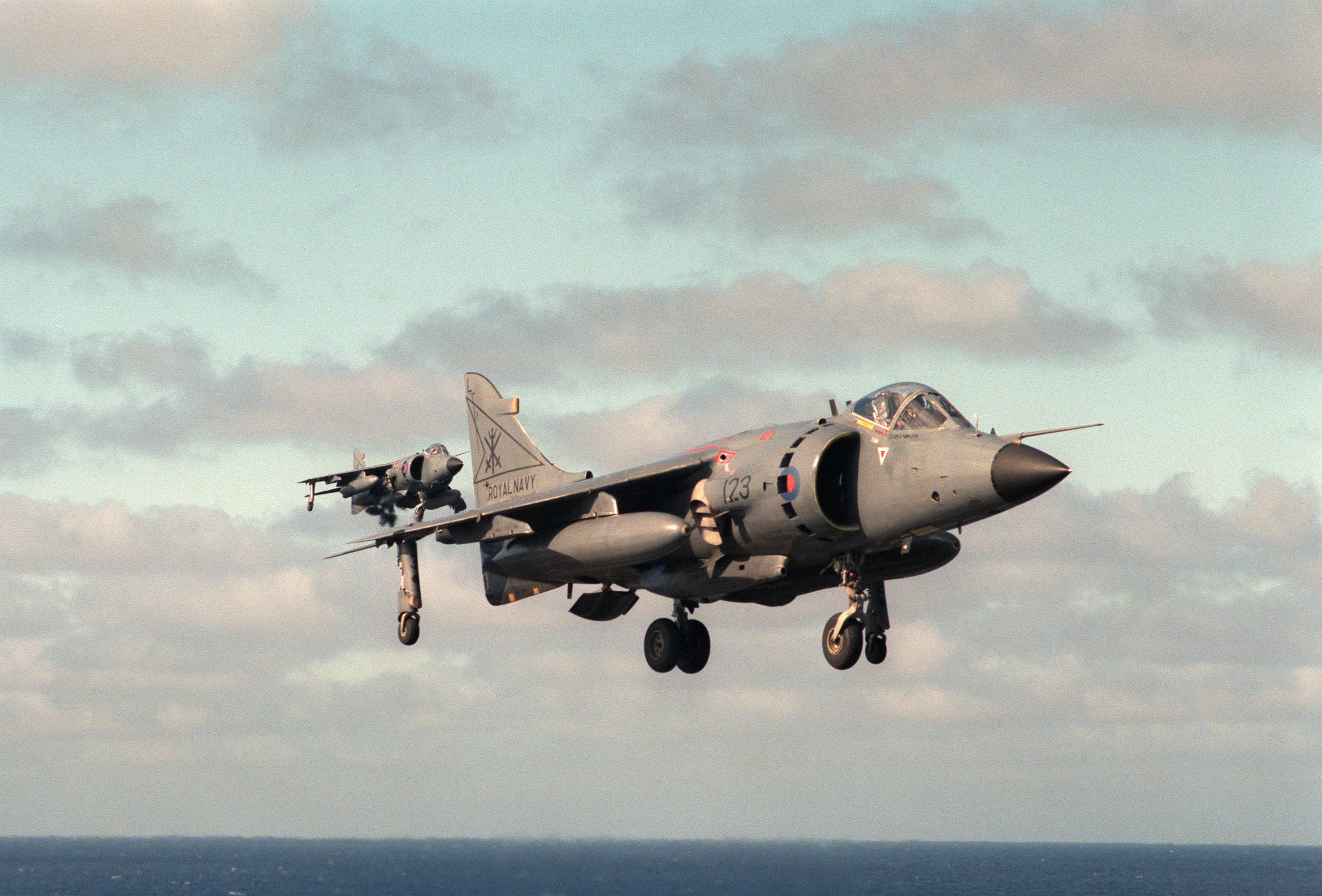
2架海軍800中隊的海鷂戰鬥攻擊機

儘管在1973年已經被改裝為反潛直昇機母艦的競技神號航空母艦 (R12) 在1980年至1981年再次被改裝加上滑跳甲板後運載海鷂戰鬥攻擊機，但一系列裝備滑跳甲板的無敵級航空母艦仍計劃建造，競技神號和無敵號作為特遣艦隊的一部分參與福克蘭戰爭。1989年冷戰結束時, 艦隊航空兵由海軍空中司令部指揮。

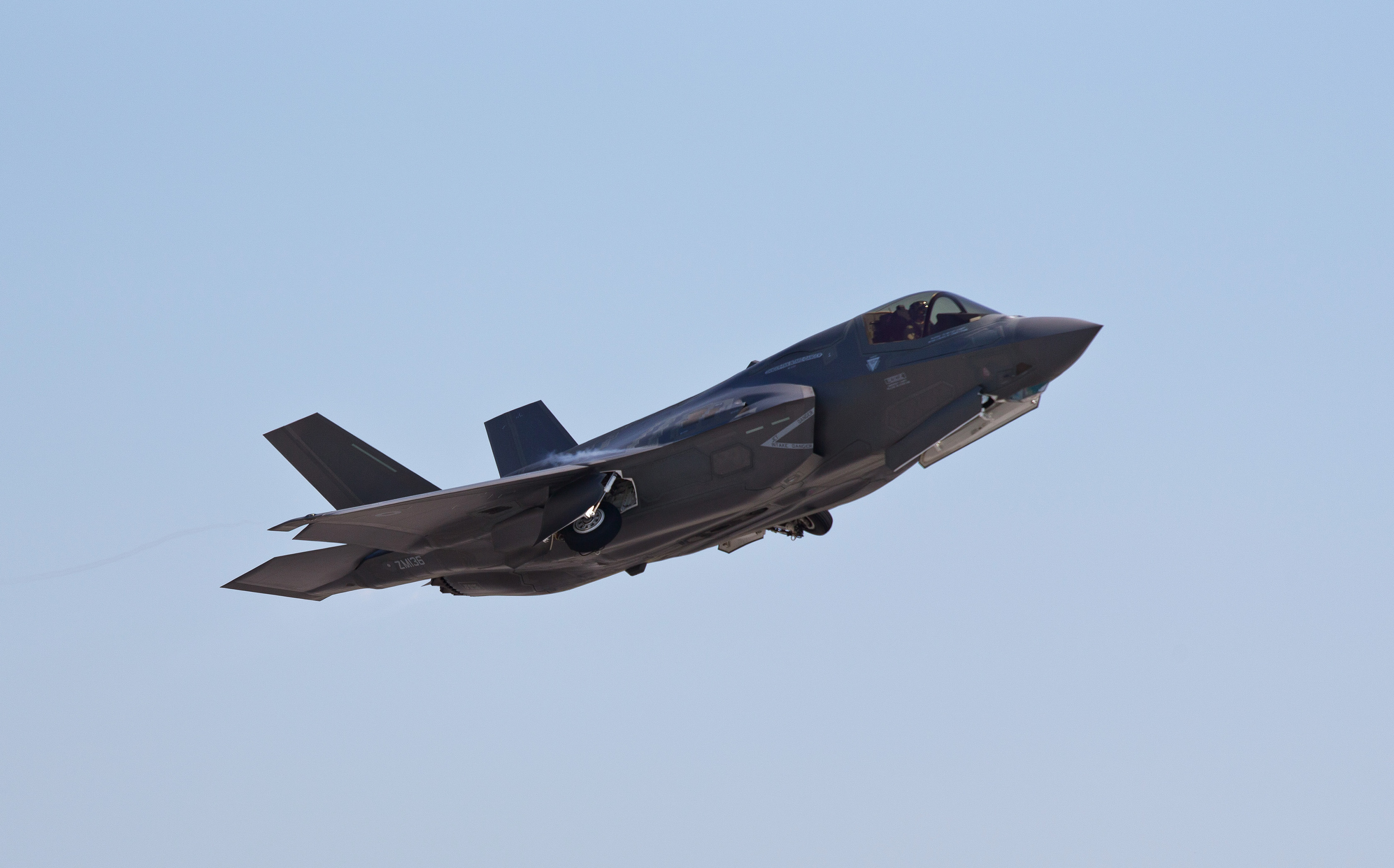
伊丽莎白女王级航空母舰搭载F-35B战斗机

2000年, 海獵鷹戰鬥攻擊機部隊與英國皇家空軍的獵鷹GR7合併組建聯合部隊。艦隊航空兵於2004年開始退役"海獵鷹"並解散了800中隊。然後800中隊與 801中隊合併組成海軍打擊聯隊, 飛行從英國皇家空軍移交的獵鷹GR7和GR9 。2010年4月1日海軍打擊聯隊重新恢復了800中隊的身份。艦隊航空兵的獵鷹GR7和GR9在2010年12月全數退役。
目前艦隊航空兵的戰鬥攻擊機已經換裝操作短場起-垂直降（Short Take-Off/Vertical Landing，STOVL）的F-35閃電II戰鬥機（B型）, 兩艘新的伊莉莎白女王級航空母艦; 2017年12月7日服役的伊麗莎白女王號航空母艦 (R08)和2019年12月10日服役的威爾斯親王號航空母艦 (R09)每艘可搭載40架F-35B戰鬥機。

## 外部連結
- 英國國防部 （页面存档备份，存于）
- Fleet Air Arm （页面存档备份，存于）